# Jano Kjóko
Jano Kjóko (矢野 喬子; Hepburn: Yano Kyōko) (Jokohama, 1984. június 3. –) japán válogatott labdarúgó.

## Klub
2007 és 2012 között az Urawa Reds csapatában játszott. 111 bajnoki mérkőzésen lépett pályára és 3 gólt szerzett. 2012-ben vonult vissza.

## Nemzeti válogatott
2003-ban debütált a japán válogatottban. A japán válogatott tagjaként részt vett a 2003-as, a 2007-es, a 2011-es világbajnokságon, a 2004., a 2008. és a 2012. évi nyári olimpiai játékokon. A japán válogatottban 74 mérkőzést játszott.

## Statisztika
| Japán válogatott | Japán válogatott | Japán válogatott |
| Időszak          | Mérk.            | gól              |
| ---------------- | ---------------- | ---------------- |
| 2003             | 9                | 1                |
| 2004             | 5                | 0                |
| 2005             | 5                | 0                |
| 2006             | 16               | 0                |
| 2007             | 6                | 0                |
| 2008             | 10               | 0                |
| 2009             | 1                | 0                |
| 2010             | 13               | 0                |
| 2011             | 4                | 0                |
| 2012             | 5                | 0                |
| Összesen         | 74               | 1                |

## Sikerei, díjai
Japán válogatott
- Olimpiai játékok:  Ezüst; 2012
- Világbajnokság:  Arany; 2011
- Ázsia-kupa:  Bronz; 2010

Klub
- Japán bajnokság: 2009

Egyéni
- Az év Japán csapatában: 2007, 2008, 2009, 2010, 2011, 2012